# Liste der Monuments historiques in Bissey-la-Côte
Die Liste der Monuments historiques in Bissey-la-Côte führt die Monuments historiques in der französischen Gemeinde Bissey-la-Côte auf.

## Liste der Immobilien
| Bezeichnung          | Beschreibung            | Standort                | Kennzeichnung | Schutzstatus | Datum | Bild           |
| -------------------- | ----------------------- | ----------------------- | ------------- | ------------ | ----- | -------------- |
| Kapelle St-Madeleine | aus dem 13. Jahrhundert | Layer-sur-Roche, (Lage) | PA00112142    | Inscrit      | 1976  | weitere Bilder |